# Milan Majstorović
Milan Majstorovic es un exjugador de baloncesto serbio nacido el 28 de enero de 1983, en Novi Sad, Serbia.  

## Carrera deportiva
Majstorovic comenzó su carrera como profesional en el Spartak Subotica (Serbia & Montengro) en la temporada 2000-01, permaneciendo en este equipo hasta el año 2003, consiguiendo el ascenso con el Spartak desde la Serbian B League hasta la YUBA League con unos números importantes: 8.2 puntos, 4.3 rebotes y 1.0 tapón.
En la temporada 2003-04 le llegó la oportunidad de dar el salto a la Adriatic League de la mano del conjunto BC Reflex, donde promedió 5.5 puntos, 2.9 rebotes y 0.7 tapones, además de 3.2 puntos, 2.4 rebotes y 1 tapón en la ULEB Cup.
En su siguiente año en la máxima categoría de su país mejoró notablemente sus números, llegando a promediar 9.9 puntos, 3.9 rebotes y 1.2 recuperaciones en 23.4 minutos en pista con BC Reflex en la Adriatic League, destacando sus 27 puntos y 10 rebotes frente al Buducnost.
En la ULEB Cup también mejoró su aportación , llegando a ser uno de los hombres importantes del equipo con 11.3 puntos, 4.7 rebotes, 1.3 tapones y 0.9 recuperaciones en 22.3 minutos, destacando los 25 puntos y 7 rebotes contra el Dynamo Moscow.
En 2010 el Assignia Manresa cerraba  la incorporación del ala-pívot serbio Milan Majstorovic por una temporada, más otra opcional. Majstorovic, que jugó dos temporadas en el Bilbao Basket, ha jugado la Euroliga durante la temporada 2009-10 con el EWE Baskets Oldenburg, de Alemania.
En 2011 el ala-pívot serbio regresó al equipo donde explotó como jugador, el EWE Baskets Oldenburg, club alemán que anunciaba su llegada oficial.

## Equipos
- 2001-03 YUBA.  KK Spartak Subotica.  Serbia y Montenegro
- 2003-04 YUBA.KK Reflex Zeleznik Belgrado.  Serbia y Montenegro
- 2003-05 ABA. KK Reflex Zeleznik Belgrado  Serbia y Montenegro
- 2005-07 ACB. Club Basket Bilbao Berri.  España
- 2007-10 BBL. EWE Baskets Oldenburg.  Alemania
- 2010-11 ACB. Bàsquet Manresa.  España
- 2011-12 BBL. EWE Baskets Oldenburg.  Alemania
- 2013-14 PLK. Trefl Sopot.  Polonia
- 2014-15 D1/A. Falco KC Szombathely.  Hungría
- 2016-  KLS. OKK Belgrado.  Serbia